# Entre Duas Águas
Devil and the Deep (bra/prt: Entre Duas Águas) é um filme pre-Code estadunidense de 1932, do gênero drama romântico, dirigido por Marion Gering, estrelado por Tallulah Bankhead e Gary Cooper, e coestrelado por Charles Laughton e Cary Grant. O roteiro de Benn W. Levy foi baseado em uma história de Harry Hervey, adaptada do romance "Sirènes et Tritons" (1927), de Maurice Larrouy.
A trama retrata a história de um comandante naval que, consumido por um ciúme insano de sua esposa, tenta isolá-la de qualquer interação com outros homens. No entanto, seu comportamento obsessivo acaba empurrando-a para os braços de um belo tenente.

## Sinopse
O comandante naval Charles Sturm (Charles Laughton) tem tornado a vida de Diana Sturm (Tallulah Bankhead), sua esposa, verdadeiramente miserável e angustiante com seu ciúme desmedido por qualquer homem que cruza o caminho dela. Seu comportamento doentio e obsessivo, aliado à sua constante vigilância, acabam por afastá-la, levando-a a procurar conforto nos braços de Sempter (Gary Cooper), um belo tenente. Quando Charles descobre o caso extraconjugal de sua esposa, ele começa a planejar sua vingança.

## Elenco
- Tallulah Bankhead como Diana Sturm
- Gary Cooper como Tenente Sempter
- Charles Laughton como Comandante Charles Sturm
- Cary Grant como Tenente Jaeckel
- Paul Porcasi como Hassan
- Juliette Compton como Sra. Planet
- Henry Kolker como Comandante Hutton
- Dorothy Christy como Sra. Crimp
- Arthur Hoyt como Sr. Planet
- Gordon Westcott como Tenente Toll
- James Dugan como Condover[7]

## Produção
As cenas de deserto do filme foram gravadas no Rancho Lasky, na Califórnia. A produção marcou o primeiro trabalho cinematográfico de Charles Laughton nos Estados Unidos.
Em 1932, Tallulah Bankhead afirmou que a principal razão pela qual aceitou participar do filme foi para "foder com aquele divino Gary Cooper!"
Cary Grant originalmente interpretaria Sempter, mas foi substituído por Gary Cooper por não possuir muita experiência em produções cinematográficas.
Este é o único filme em que Cooper e Grant são membros do elenco principal, mas nunca aparecem juntos em cena. No entanto, no ano seguinte, eles participaram do filme "Alice in Wonderland", onde fizeram sua única cena juntos, no qual todo o elenco aparece na cena da festa do chá.

## Recepção
O filme foi geralmente bem recebido pela crítica especializada. David Fairweather, para o Theatre World, afirmou: "Este filme é, na minha opinião, o melhor drama falado que já vimos. É um melodrama sem pudor às vezes, mas a atuação magnífica de Charles Laughton desarma as críticas dos incidentes mais violentamente sensacionais". Ele ainda acrescentou: "Tallulah Bankhead tem melhores oportunidades do que ultimamente como a esposa perturbada, mas ela é ofuscada pela performance incrível de Laughton".
Alice Grein, sob o pseudônimo de Michael Orme, em sua crítica para o The Illustrated London News, achou o filme "geralmente reflexivo", mas sentiu que Gering exagerou em certas cenas. Ela também elogiou Laughton: "Dizer que o Sr. Charles Laughton consegue fazer desta premissa francamente melodramática convincente é prestar o mais alto tributo possível à maneira sobrenatural com que sua personalidade e sua atuação dominam o filme, mesmo quando ele está ausente da tela".